# Мауріціо Дзампаріні
Мауріціо Дзампаріні (італ. Maurizio Zamparini; 9 червня 1941, Баньярія-Арса — 1 лютого 2022) — італійський футбольний менеджер і підприємець. Його капітал оцінюється в 1,2 млрд євро. В даний час займає посаду президента клубу «Палермо», маючи також і контрольний пакет акцій команди. Також фінансує клуб «Фідене», який виступає в Серії D. З 18 вересня 2009 року Мауріціо є федеральним радником Генеральної асамблеї Лега Націоналє Профессионалисти. Дзампаріні є почесним громадянином міста Палермо.

## Підприємницька діяльність
Дзампаріні займається підприємництвом в різних областях бізнесу, однак його основний напрямок роботи — управління фінансовими ресурсами, які він отримав, продавши засновану ним же компанію супермаркетів Mercatone Zeta (перші літери компанії, M і Z, є і першими літерами імені Дзампаріні). Мауріціо має кілька торгових центрів на Сицилії, а з 2009 року почалося будівництво великого торгового комплексу в Палермо, прозваного «Зампацентр».

## «Палермо»
«Палермо» був не першим досвідом Дзампаріні у футболі. До цього він був власником «Порденоне» і «Венеції», яку врятував від банкрутства. Щоб зберегти клуб, Дзампаріні придумав схему, у яку увійшло об'єднання команди з іншим місцевим клубом, «Местре». Дзампаріні допоміг клубу реконструювати свій стадіон і вивів команду в Серію А. Але після відмови керівництва міста видати йому землю під будівництво нового стадіону Дзампаріні покинув клуб.
Власником футбольного клубу «Палермо» Дзампаріні став у 2002 році, викупивши за 20 млн євро контрольний пакет акцій у Франко Сенсі. Вклавши в клуб власні кошти, у 2004 році Мауріціо вивів його в Серію А, а потім домігся кваліфікації клубу в Кубок УЄФА.
10 червня 2010 року Дзампаріні був відсторонений від посади президента «Палермо» строком на 6 місяців за свідоме завищення вартості футболістів у трансферних угодах клубу в період з 2003 по 2006 рік. Він сказав: «Я єдиний президент, який за 25 років роботи не здійснив жодної незаконної угоди. Можливо, саме тому мене відсторонили від роботи. Мої адвокати готують апеляцію в цивільний суд, ми будемо вимагати стягнення компенсації за шкоду, завдану моєму іміджу». 11 листопада 2010 року Мауріціо сказав:
«Я подам у відставку. Я продаю „Палермо“ і йду з футболу. З мене досить. Мені набридло в цьому брати участь. Я ухвалив рішення. Хочу якомога швидше дистанціюватися від футболу. Вважайте, що з цього моменту „Палермо“ виставлений на продаж. Я сподівався, що все зміниться, але брудні ігри, продовжують процвітати»; однак через два тижні Мауріціо сказав прямо протилежне: «Я ніколи не піду з „Палермо“ і не продам жодної акції».
Дзампаріні став відомий як дуже важкий президент: він звільнив 28 тренерів своєї команди. Одного разу йому поставили запитання про хобі, і він відповів: «Звільняти тренерів».